# Varga József (katona)
Varga József (angolul: Joseph Varga) (Magyarország, 1839. – San Antonio, Texas, Amerikai Egyesült Államok, 1898.) magyar származású amerikai polgárháborús katona a déliek oldalán.

## Élete
Apja Varga Benjámin, anyja Vida Magdaléna. Testvéreivel együtt, Varga János, Varga Pál, Varga Sándor, apjuk hozatta ki őket San Antonióba, s ott saját szíjártó műhelyében tanította meg nekik a nyeregkészítés mesterségét. Az amerikai polgárháború kitörésekor Varga József is jelentkezett katonai szolgálatra a konföderációs seregbe. 1862 március 27-én besorozták közlegénynek az 1. számú könnyű-tüzér ezredbe, parancsnoka Maclin százados volt. A polgárháború végén a 8. számú texasi tábori üteg „C” századában őrmesteri rangban teljesített szolgálatot.
A polgárháború befejezése után apja műhelyében dolgozott, majd önálló műhelyt nyitott 1876-ban. Megházasodott, német származású nőt vett feleségül, házasságukból hat gyermek született. Varga József a városi közösség életébe is bekapcsolódott, számos alkalommal esküdtként szolgált bíróságokon. 1898-ban San Antonióban érte a halál, ekkorra már Ben nevű fia átvette vállalkozásának vezetését.